# Selig Brodetsky

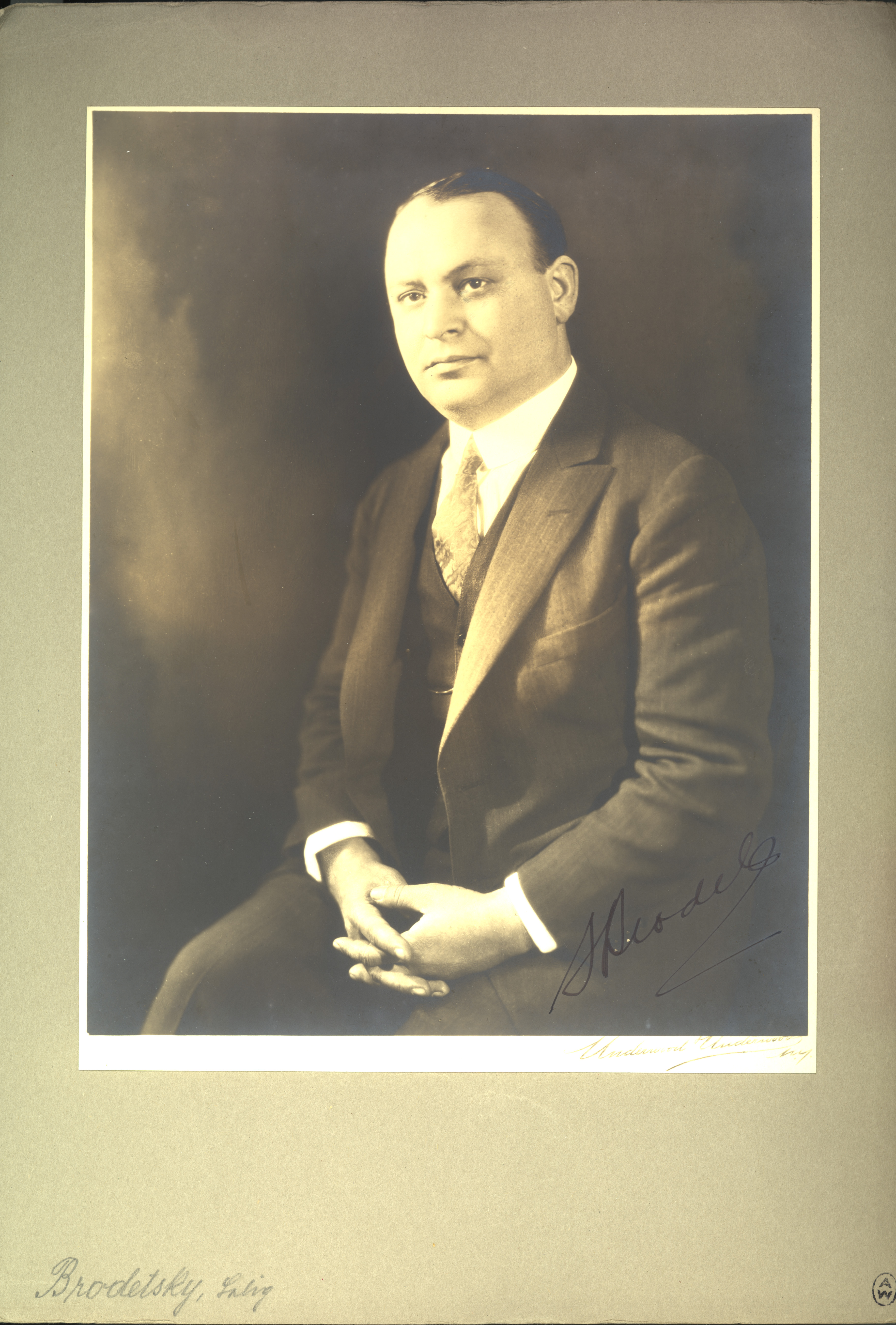

Selig Brodetsky (* 10. Februar 1888 in Olwiopol, heute Ukraine; † 20. Mai 1954 in London) war ein britischer Professor für Mathematik, Mitglied der World Zionist Executive, Präsident des Board of Deputies of British Jews und der zweite Präsident der Hebräischen Universität in Jerusalem.

## Leben
Selig Brodetsky wuchs zunächst in der Ukraine auf, die Familie emigrierte unter dem Eindruck eines Pogroms 1894 nach London. Er studierte ab 1905 am Trinity College in Cambridge. Ein Stipendium ermöglichte ihm 1913/1914 einen Studienaufenthalt an der Universität Leipzig, von der er mit einer von Gustav Herglotz betreuten Dissertation über Das Potential eines homogenen konvexen Körpers und die direkte Integration des Potentials eines Ellipsoids promoviert wurde. Er wurde 1919 Lecturer an der Universität Leeds. Fünf Jahre später wurde er zum Professor ernannt. Seine Forschungsschwerpunkte waren angewandte Mathematik, Mechanik von Flugzeugen und Geschichte der Mathematik.
Im Jahre 1949 wurde Brodetsky der zweite Präsident der Hebräischen Universität Jerusalem. Er engagierte sich für den Staat Israel und die Menschen jüdischen Glaubens. Er war Teilnehmer der Konferenz von Seelisberg im Jahre 1947.

## Schriften
- Das Potential eines homogenen konvexen Körpers, und die direkte Integration des Potentials eines Ellipsoids. Fock, Leipzig 1914 (Dissertation).
- The mechanical principles of the aeroplane. J. & A. Churchill, London 1921.
- A first course to Nomography. G. Bell and sons, London 1925.
- Sir Isaac Newton. A brief account of his life and work. Methuen, London 1927.
- The meaning of mathematics. E. Benn, London 1929.
- Memoirs. From Ghetto to Israel. Weidenfeld and Nicolson, London 1960.